# Elisa (telenovela)
Elisa fue una telenovela mexicana producida de marzo a mayo de 1959, fue producida por la desaparecida empresa de medios Forhans, siendo la primera telenovela mexicana que no fue producida por Colgate-Palmolive.
Fue protagonizada por Silvia Derbez, Enrique del Castillo y José Gálvez quienes eran todo el elenco de la telenovela, esta se transmitió por el Canal 4 de Telesistema Mexicano a las 7:00PM, también fue conocida como 'Una muchacha provinciana'.

## Sinopsis
La trama de la telenovela era muy simple, narraba la vida de una humilde joven de nombre Elisa, que sale de su pueblo en busca de una vida mejor, así se convierte en sirvienta de una gran mansión, enamorándose de su jefe quien era interpretado por Enrique del Castillo.

## Elenco
- Silvia Derbez
- Enrique del Castillo
- José Gálvez

## Otros datos
En el año 1979 Televisa realiza una nueva versión utilizando el mismo título y protagonizada por Raquel Olmedo, Javier Ruán y Carmen Salinas.